# 岡本彩也花
岡本 彩也花（おかもと さやか、1991年4月19日 - ）は、愛知県出身の女子バスケットボール選手である。ポジションはシューティングガード。愛称は「レア」。

## 来歴
名古屋市立猪子石中学校で全国大会を経験。2年次にはジュニアオールスターにも出場するが、1回戦で東京成徳中の篠原恵・山本千夏擁する東京Aに敗退。
高校は名門の桜花学園に進学。渡嘉敷来夢の同期として1年よりインターハイ・ウィンターカップともに3連覇に貢献。3年次のウィンターカップでは渡嘉敷とともにベスト5に選ばれた。
一方、2年次には渡嘉敷・篠原・山本とともにU-18日本代表にも選出され、U-18アジア選手権初優勝に貢献した。
2010年から渡嘉敷とともにWリーグ・ENEOS（入社時はJOMO）加入。
2012-13シーズンからスタメンに定着し、この年の3ポイントシュート成功率1位。
この年からシューティングガードとしての出場が増える。
2018-2019シーズンプレーオフベスト5
2020-2021シーズンWリーグレギュラーシーズンMVP、プレーオフベスト5

## 日本代表歴
- 2008U-18アジア選手権